# 近藤研二
近藤 研二（こんどう けんじ、1966年8月3日 - ）は日本の音楽家。福岡県久留米市出身。図書館などのメンバーとして活躍の一方、ギター、ウクレレを中心とした弦楽器奏者として様々なアーティストと共演。数多くの映画、アニメなどの音楽も手がけている。また、リコーダー奏者として栗コーダーカルテットのメンバーでもあった。

## 主な楽曲提供作品
- つみきのいえ（第81回アカデミー賞 短編アニメ賞）[2]
- 或る旅人の日記
- Eテレ0655&2355[3]
- しろくまカフェ[4]
- ウクレレ・モーツァルト(2006)

## 主な共演アーティスト
- 遊佐未森[5]
- 大島保克
- 松岡英明
- 相対性理論[6]
- やくしまるえつこ[7]

## 過去の参加ユニット
- ハイポジ
- 栗コーダーカルテット[8]

## テレビアニメ
- キョロちゃん（2001年）（けんちゃん〈第91話Aパート〉）
- こねこのチー ポンポンらー大冒険（2016年）
- こねこのチー ポンポンらー大旅行（2018年）